# Estadi Nacional
Das Estadi Nacional (voller Name: Estadi Nacional d'Andorra) ist ein Rugby- und Fußballstadion in der andorranischen Hauptstadt Andorra la Vella. Es ist das Nationalstadion des Zwergstaates in den östlichen Pyrenäen. Die Anlage ist die Heimspielstätte der andorranischen Fußballnationalmannschaft und der andorranischen Rugby-Union-Nationalmannschaft.  An der Westtribüne liegt die Mehrzweckhalle Poliesportiu d’Andorra.

## Geschichte
Die Arbeiten am Stadion begannen 2013 auf dem Grund des alten Campo d'Esports del M.I. Consell General. Die Fertigstellung konnte im folgenden Jahr gefeiert werden. Die Anlage bietet auf drei Rängen 3306 Sitzplätze und das Spielfeld besitzt eine Kunstrasenoberfläche. Die Haupttribüne im Westen ist überdacht. Die beiden Hintertortribünen im Norden und Süden liegen unter freiem Himmel. Auf der Ostseite wird das Stadion durch einen Zaun abgegrenzt. Auffälliges Merkmal des Stadions ist die Flutlichtanlage mit ihren vier Masten.
Das erste offizielle Spiel fand am 9. September 2014 gegen die walisische Fußballnationalmannschaft (1:2) in der Qualifikation zur Fußball-Europameisterschaft 2016 statt. Zunächst wurde der verlegte 3G Kunstrasen beanstandet, nach einer Inspektion der UEFA hatte das künstliche Grün den Test bestanden und das Spiel fand statt.
Am 7. Oktober 2017 traf die andorranische Fußballnationalmannschaft in der Qualifikation zur Fußball-Weltmeisterschaft 2018 auf den amtierenden Europameister Portugal (0:2). Das Estadi Nacional war mit 3193 Zuschauern nahezu ausverkauft.
Seit der Qualifikation für die nun drittklassige Primera División RFEF im Jahre 2021 nutzt der FC Andorra ebenfalls das Nationalstadion für seine Heimspiele.